# Schmelzlot

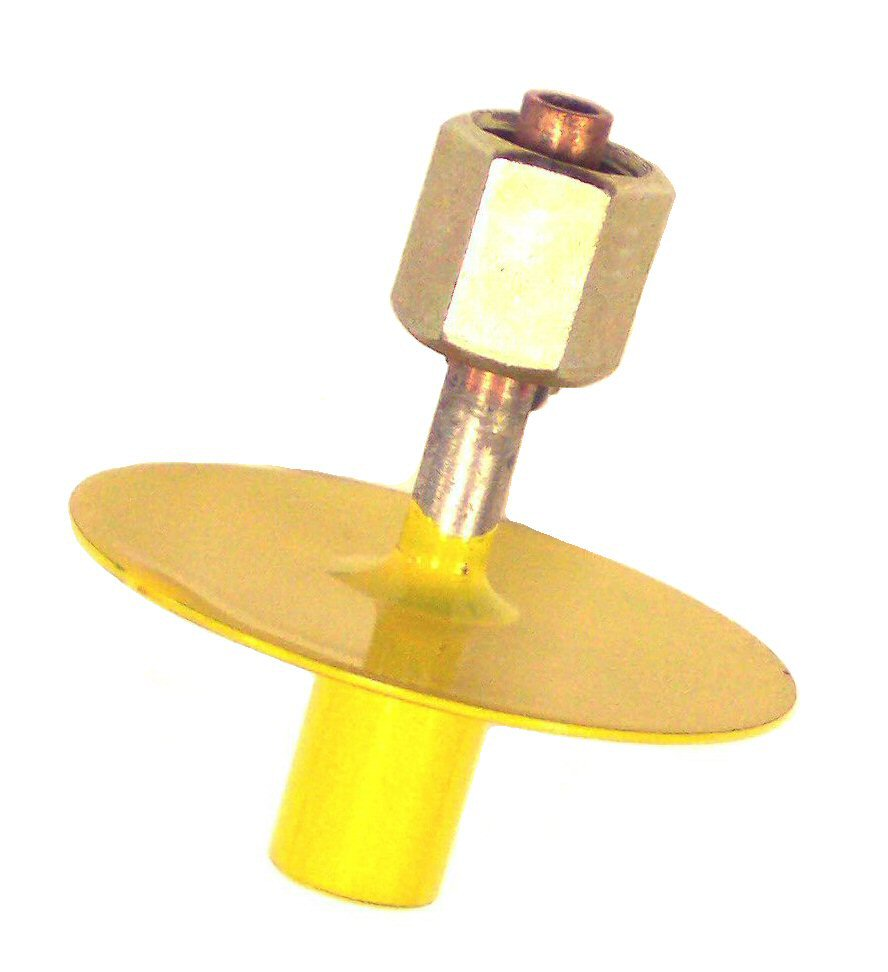
Mit Schmelzlot verschlossener Wärmefühler einer Feuerlöschanlage, der bei 72 °C öffnet

Das Schmelzlot ist ein Teil einer thermisch wirksamen mechanischen Einrichtung und wird unter Verwendung von Lot hergestellt. Durch das Schmelzen des Lots wird eine mechanisch vorgespannte Einrichtung betätigt.

## Einsatz

### Einsatz in thermischen Auslöseeinrichtungen von brandschutztechnischen Anlagen
Durch die thermische Auslösung über ein Schmelzlot bei einer festgelegten Temperatur werden verschiedenste Funktionen ermöglicht, beispielsweise:
- das Öffnen von Schmelzlotsprinklern
- das Trennen von mechanischen Seilzugauslösungen von Feuerlöschanlagen
- das Öffnen von Pneumatischen Wärmefühlern von Feuerlöschanlagen
- das Schließen von Brandschutzklappen.[2]

### Einsatz in Sicherheitsventilen von Gasleitungen
Beim Erreichen einer festgelegten Temperatur schmilzt das Lot und das thermische Sicherheitsventil verschließt automatisch die Gasleitung und verhindert so mögliche Gasexplosionen.